# 花右京女侍隊
《花右京女侍隊》是日本漫畫家森繁原作的日本漫畫作品。於秋田書店《月刊少年Champion》1999年4月號到2006年9月號期間進行連載。單行本全14卷。漫畫中文版由長鴻出版社發行。

## 故事大綱
孤苦無依的花右京太郎，到東京附近的某座山上去投靠傳說中的爺爺，當他爬上山頂還在想像過著神仙般清淡生活的爺爺家是如何的時候，眼前出現了一片輝煌的人工建築，說是皇宮也毫不過分吧！然後，眼前塵土飛揚，在一片驚叫聲中，花右京女侍隊登場了！在整一個集團軍似的女侍隊的迎接中，太郎卻開始變身了，發紅，發藍，發綠…… 原來他竟然有不能靠近女生的體質！原來，當年花右京太郎的媽媽為了愛情和窮畫家老爸私奔，跟爺爺脫離關係。天知道這個爺爺竟然是個超級有錢人，丟著一大票「女侍隊」要太郎接收，自己卻落跑去玩了。所謂的「女侍隊」，是為了要服侍花右京家的主人而存在，可謂是無微不至。太郎吃飯什麼的就不說了，方便、洗澡、睡覺的時候都有三胞胎姐妹隨時報到，這的確是有些過火。然而當太郎提出異議的時候，那幫「可憐」的女傭們就用她們會因此而下崗失業作為理由來要挾，看似什麼都不懂的太郎竟然也會想像她們失業以後的生活（比如做女郎），於是乎，他也就不得不「體貼」地接受女侍們的熱情招待……

## 登場角色
花右京太郎（聲：甲斐田幸）
身材矮小、文靜且具有耐心的男孩，他繼承了他祖父謎樣大宅。
瑪莉（聲：田中理惠）
基本上是個「完美」的女僕 - 殷勤、禮貌、嫻靜、聰明且美麗，在第一部動畫裡她有著紫色的頭髮，第二部動畫裡是藍色頭髮。
辛西亞（聲：金田朋子）
安靜的年幼金髮女孩，體內似乎有另一個叫Grace（葛雷絲）（グレース） 的人格：一個暢所欲言、頑固且更粗暴的人格在保護著她。兩個人格似乎可以在別人睡著時彼此交換，縱使她們彼此間可以交談。
鈴木郁世（聲：有島萌優）
戴著眼鏡的女傭。她專精於機械和古怪的發明，是一個御宅族。
劍近衛（聲：平松晶子）
宅第內防禦部門的部長，她在她的女傭圍裙下穿著軍服，有著冷峻武勇的性格。
早苗八島（聲：渡邊明乃）
有著黑色肌膚的女傭，工作於防禦部門，擅長空手搏擊，在比較後面的系列裡出現。
花右京北齋（聲：竹本英史）
花右京太郎的爺爺。
紫皇院（聲：山口由里子）
是近衛的乾姐姐，非常厲害，可說文武雙全的金髮美少女。是花右京北齋親衛隊赤色王騎「赤色王旗（せきしょくおうき）」的隊長，連葛雷絲這個天才少女的電腦也輸給她，曾被侵入電腦主機，最後葛雷絲也成功救回主機找到太郎，這是在第二季第8集的劇情。
御用隊三人娘／檸檬、栗子、甜瓜（聲：吉住梢、門脇舞、吉川由彌）
三個同樣綁著雙馬尾和外表長得一模一樣的女傭，常在太郎身邊徘徊，對瑪莉有視為勁敵的意識。
慈悲王琉伽（聲：根本圭子）
花右京家的勁敵兼宿敵慈悲王家現任當家，是花右京太郎的未婚妻，17歲。傲嬌腹黑兼備，混入花右京家成為｢貼身侍衛｣後成為該隊的｢頭子｣。有一妹慈悲王靜香，與琉伽不同的地方是巨乳與傻氣，是琉伽的影子。與劍近衛等人不和，怕狗。

## 出版書籍
| 冊數 | 秋田書店      | 秋田書店           | 長鴻出版社     | 長鴻出版社           |
| 冊數 | 發售日期      | ISBN               | 發售日期       | EAN                  |
| ---- | ------------- | ------------------ | -------------- | -------------------- |
| 1    | 2000年2月17日 | ISBN 4-253-05849-3 | 2001年6月14日  | EAN 471-0765-15844-6 |
| 2    | 2000年8月10日 | ISBN 4-253-05850-7 | 2001年7月23日  | EAN 471-0765-15895-8 |
| 3    | 2001年3月22日 | ISBN 4-253-05906-6 | 2001年9月3日   | EAN 471-0765-16087-6 |
| 4    | 2001年9月27日 | ISBN 4-253-05907-4 | 2002年8月29日  | EAN 471-0765-16909-1 |
| 5    | 2002年4月25日 | ISBN 4-253-05908-2 | 2002年9月18日  | EAN 471-0765-16910-7 |
| 6    | 2002年10月3日 | ISBN 4-253-05909-0 | 2003年3月3日   | EAN 471-0765-17322-7 |
| 7    | 2003年6月5日  | ISBN 4-253-05910-4 | 2003年12月12日 | EAN 471-0765-18016-4 |
| 8    | 2003年12月4日 | ISBN 4-253-05931-7 | 2004年4月1日   | EAN 471-0765-18342-4 |
| 9    | 2004年3月25日 | ISBN 4-253-05932-5 | 2004年6月15日  | EAN 471-0765-18570-1 |
| 10   | 2004年9月9日  | ISBN 4-253-05934-1 | 2005年1月17日  | EAN 471-0765-19172-6 |
| 11   | 2005年4月8日  | ISBN 4-253-20871-1 | 2005年8月19日  | EAN 471-0765-19727-8 |
| 12   | 2005年10月8日 | ISBN 4-253-20872-X | 2006年4月17日  | EAN 471-0765-20181-4 |
| 13   | 2006年3月8日  | ISBN 4-253-20873-8 | 2006年6月23日  | EAN 471-0765-20595-9 |
| 14   | 2006年10月6日 | ISBN 4-253-20874-6 | 2007年1月22日  | EAN 471-0765-21149-3 |

### 相關書籍
2001年3月22日發行、ISBN 4-253-10420-7
2004年4月28日發行、ISBN 4-253-05933-3

## 電視動畫
曾經兩度動畫化，由不同工作室製作。

### 花右京女侍隊
2001年4月12日到6月28日餘ANIME COMPLEX NIGHT頻道內播放。1話約12分全12回。番外篇以及第13話到第15話以OVA形式發行單卷DVD。之後於CS放送AT-X播放第2作〈La Verite〉後包含OVA版、m.o.e.特集頻道內全話播放。

#### 製作人員
- 監督、構成 - 井出安軌
- 監督補佐 - 八谷賢一
- 企画、製作人 - 久米憲司
- 人物設計 - 大隈孝晴
- 機械設計 - 渡辺義弘
- 美術設定 - 成田偉保
- 美術監督 - 堀壮太郎
- 圖像編輯 - 田中恒嗣
- 音響監督 - 松岡裕紀
- 音樂 - 寺嶋民哉
- 動畫製作人 - 安西武
- 動畫製作 - 童夢
- 製作 - m.o.e.

#### 主題曲
片頭曲
作詞 - 井出安軌 / 作曲・編曲 - 寺嶋民哉 / 歌 - 花右京女侍隊（瑪莉、辛西亞、郁世、衛）（田中理惠、金田朋子、有島萌優、平松晶子）
片尾曲
作詞 - 井出安軌 / 作曲・編曲 - 佐橋俊彦 / 歌 - お側御用隊（草莓、蘋果、珊瑚）（香川葉月、小暮英麻、渡邉由紀）
片尾曲（DVD單卷動畫）
作詞 - 井出安軌 / 作曲・編曲 - 佐橋俊彦 / 歌 - 花右京女侍隊（瑪莉、辛西亞、郁世、衛）

#### 各話列表
| 話數        | 標題     | 脚本     | 分鏡     | 演出     | 作画監督   |
| 電視放送    | 電視放送 | 電視放送 | 電視放送 | 電視放送 | 電視放送   |
| ----------- | -------- | -------- | -------- | -------- | ---------- |
| 1           |          | 井出安軌 | 八谷賢一 | 八谷賢一 | 大隈孝晴   |
| 2           |          | 井出安軌 | 金子玲   | 葛谷直行 | 大河原晴男 |
| 3           |          | 井出安軌 | 八谷賢一 | 八谷賢一 | 吉田潤     |
| 4           |          | 井出安軌 | 柿田秀樹 | 野中卓也 | 石倉敬一   |
| 5           |          | 井出安軌 | 八谷賢一 | 八谷賢一 | 大隈孝晴   |
| 6           |          | 井出安軌 | 金子玲   | 葛谷直行 | 大河原晴男 |
| 7           |          | 井出安軌 | 八谷賢一 | 八谷賢一 | 河野悦隆   |
| 8           |          | 井出安軌 | 野中卓也 | 野中卓也 | 石倉敬一   |
| 9           |          | 井出安軌 | 八谷賢一 | 八谷賢一 | 斎藤哲人   |
| 10          |          | 井出安軌 | 松本文男 | 井出安軌 | 大河原晴男 |
| 11          |          | 井出安軌 | 八谷賢一 | 八谷賢一 | 大隈孝晴   |
| 12          |          | 井出安軌 | 合田浩章 | 野中卓也 | 河野悦隆   |
| DVD單卷動畫 |          |          |          |          |            |
| 13          |          | 井出安軌 | 八谷賢一 | 八谷賢一 | 石倉敬一   |
| 14          |          | 井出安軌 | 菅沼栄治 | 菅沼栄治 | 菅沼栄治   |
| 15          |          | 井出安軌 | 八谷賢一 | 八谷賢一 | 大隈孝晴   |

#### 播放電視台
| 播放地區 | 播放電視台 | 播放日期 | 播放時間           |
| -------- | ---------- | -------- | ------------------ |
| 神奈川縣 | TVK        | 2001年 - | 星期五 1:45 - 2:00 |
| 千葉縣   | 千葉電視台 | 2001年 - |                    |
| 埼玉縣   | 埼玉電視台 | 2001年 - |                    |
| 兵庫縣   | SUN電視台  | 2001年 - |                    |
| 京都府   | KBS京都    | 2001年 - |                    |

### 花右京女侍隊 La Vérité
2004年4月到6月進行放送。全12回。

#### 製作人員
- 監督 - 野中卓也
- 系列構成 - 花田十輝
- 人物設計 - 大隈孝晴
- 機械設計 - 松原一之
- 美術監督・美術設定 - 青井孝
- 色彩設計 - 藤川耕輔
- 攝影監督 - 樋口哲治、渡邊淳一
- 編輯 - 田中恒嗣
- 音樂 - 大島滿
- 音響監督 - 菊田浩巳
- 製作人 - 大森啓幸、石田博
- 動畫製作 - 童夢
- 製作 - 花右京製作委員会（NBC環球娛樂、GENEON ENTERTAINMENT(USA)INC.、Kitty、Central Music、Media Showgunk、金羊社、童夢）

#### 主題曲
片頭曲〈Voice of heart〉
作詞 - 飯塚真純 / 作曲・編曲 - 大島滿 / 歌 - 瑪莉（田中理惠）
片尾曲
作詞 - 飯塚真純 / 作曲・編曲 - 大島滿 / 歌 - 檸檬、栗子、甜瓜（吉住梢、門脇舞、吉川由弥）

#### 各話列表
| 話數 | 標題 | 脚本            | 分鏡         | 演出         | 作画監督     |
| ---- | ---- | --------------- | ------------ | ------------ | ------------ |
| 1    |      | 花田十輝        | 大隈孝晴     | 野中卓也     | 大隈孝晴     |
| 2    |      | 花田十輝        | 柿田英樹     | 細田直人     | 松原一之     |
| 3    |      | 花田十輝        | くるおひろし | くるおひろし | きみしま幾智 |
| 4    |      | 子安秀明        | 山下祐       | 米田和博     | 山下祐       |
| 5    |      | 青島崇          | 水本葉月     | 水本葉月     | 斎藤雅和     |
| 6    |      | 青島崇 花田十輝 | 柿田英樹     | くるおひろし | 石川洋一     |
| 7    |      | 青島崇          | 一井口篇好   | 千葉大輔     | 松原一之     |
| 8    |      | 花田十輝        | 及川啓       | 大隈孝晴     | 及川啓       |
| 9    |      | 花田十輝        | くるおひろし | くるおひろし | きみしま幾智 |
| 10   |      | 花田十輝        | 山下祐       | 米田和博     | 松原一之     |
| 11   |      | 花田十輝        | 細田直人     | 米田光宏     | 細田直人     |
| 12   |      | 花田十輝        | 野中卓也     | 野中卓也     | 大隈孝晴     |

#### 播放電視台
| 播放地區 | 播放電視台   | 播放日期               | 播放時間             | 聯播網    | 備註   |
| -------- | ------------ | ---------------------- | -------------------- | --------- | ------ |
| 千葉縣   | 千葉電視台   | 2004年4月4日 - 6月20日 | 日曜 24:00 - 24:30   | 独立UHF局 |        |
| 埼玉縣   | 埼玉電視台   | 2004年4月4日 - 6月20日 | 日曜 25:05 - 25:35   | 独立UHF局 |        |
| 兵庫縣   | SUN電視台    | 2004年4月5日 - 6月21日 | 星期一 24:00 - 24:30 | 独立UHF局 |        |
| 三重縣   | 三重電視台   | 2004年4月5日 - 6月21日 | 星期一 24:30 - 25:00 | 独立UHF局 |        |
| 神奈川縣 | 神奈川電視台 | 2004年4月6日 - 6月22日 | 星期二 24:35 - 25:05 | 独立UHF局 |        |
| 日本全域 | AT-X         | 2004年6月 -            | 星期三 11:00 - 11:30 | CS放送    | 有重播 |

## 外部連結
- 電視動畫《花右京女侍隊》官方網站（失效連結）（日語）
- 電視動畫《花右京女侍隊 La Verite》官方網站（日語）